# Rxvt-unicode
Rxvt-unicode, zazwyczaj znany jako urxvt – emulator terminali dla X Window System. Został napisany przez Marca Lehmanna, który forkował go z rxvt. Stabilność, internacjonalizacja i obsługa Unicode są podstawowymi założeniami tego projektu.
Kolejnym celem projektu jest to, aby był jak najmniej pamięciożerny, tak jak rxvt. Mimo to, że posiada takie funkcje jak pseudoprzezroczystość, obsługa Perla i wsparcie dla czcionek Xft, według autora wciąż może zostać skonfigurowany tak, aby być szybki i efektywny. Może startować jako daemon, dzięki czemu zmniejsza się użycie pamięci przy uruchamianiu kilku terminali.